# Human (Oscar Zia)
Human är en sång som framfördes av Oscar Zia i Melodifestivalen 2016. Sången tog sig direkt till final ifrån semifinalen och landade på andra plats i finalen. Sången kom in på plats 17 på Sverigetopplistan.